# Lluís de Prades i d'Arenós
Lluís de Prades i d'Arenós (? - Roma, 1429) fou un eclesiàstic català, bisbe de Mallorca i de Tortosa, i cambrer de Benet XIII.
Fill de Joan I de Prades, senescal de Catalunya i comte de Prades i baró d'Entença, i de Sança Eximenis d'Arenós.
Lluís de Prades, quan mor el bisbe de Mallorca Pere Cima, és un dels candidats a la prelatura, però el Capítol reunit el 2 de maig de 1390 elegeix a Jaume Ribes.Climent VII considera que l'elecció és una prerrogativa papal i nomena el 28 de juny a Lluís de Prades, batxiller en Decrets per la universitat de Lleida, notari pontifici i paborde del mes de gener de la catedral de València, com a bisbe de Mallorca, estant aquest a la cort papal d'Avinyó.
Arriba A Mallorca l'1 d'abril de 1392, i fa l'entrada solemne a la ciutat i la catedral. Una vegada assentant al bisbat, Joan I li encomana en 1392 la tasca d'aturar les banderies a l'illa, i acusat de parcial, li revoca l'encàrrec el 1394. Els dies 22 i 23 d'abril de 1395 celebra un sínode on es publiquen diverses constitucions. El 16 de setembre de 1401 aconsegueix de Benet XIII un breu pontifici per proveir un fons d'ajut per mantenir els eclesiàstics de la seva diòcesi mentre estudien en qualsevol universitat del regne. En 1404 realitza una visita pastoral per Mallorca i Menorca.
Entre 1403-1404 i 1407 hi ha un canvi en la possessió dels bisbats de Tortosa i Mallorca: Primer, és nomenat Francesc Climent com a bisbe de Mallorca, i Lluís de Prades és traslladat al bisbat de Tortosa, però sembla que aquest canvi no fos efectiu i tant Francesc com Lluís no ocuparen els respectius bisbats. De fet, el mateix 1404 Lluís tornava a dirigir els assumptes de la diòcesi de Mallorca.
Als anys següents passarà cada vegada menys temps en el seu bisbat. Així, el 29 de juliol de 1406 surt cap a Savona per visitar Benet XIII; i tot i que torna a Mallorca, on el 5 de febrer de 1404 col·loca la primera pedra de la tercera columna i l'inici dels fonaments de la quarta columna de la catedral, torna a moure's, i així en setembre del mateix any estava a València, i en desembre assisteix al Concili de Perpinyà, on es mostra com un ferm partidari de Benet XIII.
Al febrer de 1410 fou un dels candidats al bisbat de Barcelona en morir el bisbe Francesc de Blanes. Des d'aquest any, en què l'anterior cambrer de la cúria papal, l'arquebisbe de Narbona passa a l'obediència d'Alexandre V, Lluís de Prades ocupa el càrrec de cambrer, fins a, almenys, 1415, seguint la cort papal de Benet XIII. En 1416 torna a Mallorca acompanyat de Sant Vicent Ferrer, però de seguida torna a Peníscola, on residia.
En 1424 estava Alfons de Borja administrant les rendes del bisbat de Mallorca, a instàncies d'Alfons el Magnànim, deixant a Lluís de Prades, partidari ferm de Benet XIII, sense recursos, malalt i exiliat a Roma, ciutat on acabarà morint l'any 1429.